# Scotoplanetes
Scotoplanetes is een geslacht van kevers uit de familie van de loopkevers (Carabidae). De wetenschappelijke naam van het geslacht is voor het eerst geldig gepubliceerd in 1913 door Absolon.

## Soorten
Het geslacht Scotoplanetes omvat de volgende soorten:
- Scotoplanetes aquacultor Lakota, Lohaj & Dunay, 2010
- Scotoplanetes arenstorffianus Absolon, 1913